# Tuning Forks
Tuning Forks ist ein Jazzalbum von Ivo Perelman und Matt Moran. Die in den Park West Studios in Brooklyn entstandenen Aufnahmen erschienen am 13. September 2023 auf Perelmans Label Ibeji Music.

## Hintergrund
Tuning Forks ist das Aufnahmedebüt des Duos von Perelman/Moran. Ivo Perelman hat die therapeutischen und klanglichen Parameter von Stimmgabeln untersucht, was den Titel des Albums erklärt. Es gebe einen bemerkenswert ähnlichen Effekt, wenn man Vibes-Noten und/oder eine Stimmgabel anschlägt, schrieb Lynn Bayley (The Art Music Lounge) in den Liner Notes. Der Saxophonist Ivo Perelman hat sich eingehend mit dieser Theorie beschäftigt und darauf beschlossen, sie in Begleitung des Vibraphonisten Matt Moran zu testen. Jedes Stück ist nach einem mathematischen, wissenschaftlichen oder musikalischen Genie benannt.

## Titelliste
- Ivo Perelman/Matt Moran – Tuning Forks (Ibeji)

1. Gregorian 7:40
2. Pythagorean 5:12
3. Tesla 3:10
4. Schumann 4:41
5. Fibonacci 5:51
6. Rife 8:43

Die Kompositionen stammen von Ivo Perelman und Matt Moran.

## Rezeption
Es sei Matt Moran, der Melodien spielt, und Ivo Perelman, der mit seiner üblichen Art spontaner Komposition reagiere, meint Michael Toland (The Big Takeover). Unabhängig davon, ob man der Stimmgabel-Theorie zustimmen oder sich überhaupt für den Titel der Songs interessieren will, würde Perelman ein neues Leistungsniveau erreichen. Offensichtlich greife er Morans Schwingungen auf und nutze dessen klingende Töne, um sein Saxophon hin zu einem reichhaltigeren, melodischeren, aber immer noch entfesselten Spiel zu führen. Er sei eindeutig auf der Suche nach dem Seelenbalsam, der entsteht, wenn er das, was als Klang vor ihm liegt, aufnimmt. Oberflächlich betrachtet mag es so aussehen, als ob Perelman sich einfach auf eines seiner üblichen Improvisationsduette einlasse; aber wenn man hört, was er spielt und was Moran biete, erlebe man, dass hier eindeutig eine tiefere Kommunikation stattfinde – die Art von Kommunikation, die sich als etwas darstellt, das man nicht nur wertschätzt, sondern dem man sich anschließen kann.
Hrayr Attarian, der das Album für All About Jazz besprach, meinte, dass wie jede Veränderung in Perelmans kreativem Ansatz auch Tuning Forks einen neuen und aufregenden Moment in Perelmans durchweg hervorragendem Werk einzuläuten. „Auch wenn man sie nicht in den Kontext von Perelmans Gesamtwerk stellt, wird diese Veröffentlichung definitiv den Test der Zeit bestehen.“